# Deni Cavalcanti
Deni Cavalcanti (São Paulo, 1950 - São Paulo, 16 de dezembro de 2018) foi um ator e cineasta brasileiro. Entre 1998 e 2000 foi diretor artístico da Central Nacional de Televisão

## Filmografia

### Como diretor
- 1990 - A Rota do Brilho
- 1984 - O Filho Adotivo
- 1984 - Meu Homem, Meu Amante
- 1983 - Aluga-se Moças 2
- 1982 - Aluga-se Moças
- 1982 - Procuro Uma Cama
- 1981 - Amélia, Mulher de Verdade

### Como ator
- 1984 - Meu Homem, Meu Amante
- 1983 - Aluga-se Moças 2
- 1983 - Põe Devagar... Bem Devagarinho
- 1982 - Aluga-se Moças
- 1982 - O Vale dos Amantes
- 1981 - Amélia, Mulher de Verdade
- 1981 - O Campineiro, Garotão Para Madames
- 1980 - Pé de Vento[4] (Bandeirantes) (novela)
- 1978 - O Atleta Sexual
- 1977 - Será que ela Aguenta?